# Harri Rovanperä
Harri Rovanperä (ur. 8 kwietnia 1966 w Jyväskyli) – fiński kierowca rajdowy. Był fabrycznym kierowcą zespołów SEAT, Peugeot, Mitsubishi i Red Bull Škoda Team. W swojej karierze jeździł z takimi pilotami jak: Risto Pietiläinen, Juha Repo czy Voitto Silander. Nosi przydomek "Rovis".
Swoją karierę rajdową Rovanperä rozpoczął 1989 roku, a jego pierwszym samochodem był Sunbeam Avenger. W sierpniu 1993 roku zadebiutował w Rajdowych Mistrzostwach Świata jadąc samochodem Opel Manta 2.0 E. Debiutanckiego Rajdu Finlandii jednak nie ukończył. W 1995 roku został mistrzem Finlandii w grupie A.
W 1997 roku Rovanperä został członkiem zespołu SEAT-a. W listopadzie 1999 roku podczas Rajdu Wielkiej Brytanii 1999 po raz pierwszy w karierze stanął na podium w rajdzie mistrzostw świata. Zajął wówczas trzecie miejsce. W latach 2001–2004 startował w zespole Peugeota. W lutym 2001 wygrał swój jedyny rajd w mistrzostwach świata, Rajd Szwecji 2001. W sezonie 2005 był członkiem zespołu Mitsubishi, a w sezonie 2006 zaliczył cztery starty w barwach zespołu Red Bull Škoda Team.
W swojej karierze Rovanperä wygrał jeden rajd w mistrzostwach świata, 15 razy stawał na podium, zdobył w nich 171 punktów i wygrał 77 odcinków specjalnych.

## Kariera

### Początki
Rovanperä urodził się w mieście Jyväskylä, będącym od 1951 roku siedzibą Rajdu Finlandii. Dzięki bliskiej odległości tego rajdu od jego domu zaczął interesować się rajdami. Mając 10 lat nauczył się jeździć samochodem. Początkowo startował w lokalnych rajdach klasy B, a następnie w rajdach klasy A. Jego pierwszym rajdowym samochodem był Sunbeam Avenger, którym rozpoczął starty w 1989 roku. W 1991 roku przesiadł się do Forda Escorta RS200, którym startował w mistrzostwach Finlandii. W sierpniu 1993 roku Rovanperä zadebiutował w mistrzostwach świata. Pojechał Oplem Mantą 2.0 E w Rajdzie Finlandii. Rajdu jednak nie ukończył. Wycofał się na 16. odcinku specjalnym. W 1994 roku Rovanperä przesiadł się do N-grupowego Mitsubishi Galanta VR-4. W swoim debiucie w Mitsubishi wygrał grupę N. W całym sezonie zajął ostatecznie czwartą pozycję w mistrzostwach Finlandii grupy N. W sierpniu 1994 wystartował Galantem w Rajdzie Finlandii. Zajął w nim dwunaste miejsce w klasyfikacji generalnej oraz trzecie w grupie N.
W 1995 roku Rovanperä zmienił samochód. Rozpoczął starty Oplem Astrą GSI 16V. W mistrzostwach Finlandii w sezonie 1995 wygrał w pięciu rajdach, a w jednym przyjechał na drugiej pozycji. Dzięki takim wynikom wywalczył mistrzostwo Finlandii w grupie a. Wystartował także w swoim pierwszym zagranicznym rajdzie, angielskim Pirelli Rally, w którym zajął trzecią pozycję. W 1996 roku Rovanperä jeździł dwoma samochodami: Fordem Escortem RS Cosworth oraz Mitsubishi Lancerem Evo III. Jadąc tym drugim zwyciężył w Rajdzie Szkocji. W tym samym roku wystartował Escortem w Rajdzie Finlandii, którego nie ukończył z powodu awarii skrzyni biegów. W drugiej połowie roku podpisał kontrakt z zespołem SEAT-a. W listopadzie pojechał SEAT-em Ibizą GTI 16V w Rajdzie Wielkiej Brytanii i zajął nim ósme miejsce w klasyfikacji generalnej.

### 1997-2000: SEAT
W sezonie 1997 Rovanperä pojechał w dziesięciu rajdach mistrzostw świata wraz z pilotem Voitto Silanderem. Sezon rozpoczął od udziału w styczniowym Rajdzie Monte Carlo, w którym dojechał na czternastej pozycji w klasyfikacji generalnej. Dwóch kolejnych rajdów, w których brał udział, nie ukończył. W Rajdzie Portugalii awarii uległ silnik w SEACIE Rovanpery, a w Rajdzie Hiszpanii fiński kierowca uległ wypadkowi. Następnie Rovanperä był ósmy w Rajdzie Argentyny, a Rajdu Nowej Zelandii nie ukończył na skutek wypadku. Z kolei w sierpniu 1997 był dziesiąty w Rajdzie Finlandii. We wrześniu 1997 Rovanperä osiągnął najlepszy wynik nie tylko w sezonie, ale i w dotychczasowej karierze. Rajd Indonezji ukończył na siódmej pozycji w klasyfikacji generalnej. W ostatnich trzech rajdach sezonu 1997, Rajdzie Włoch, Rajdzie Australii i Rajdzie Wielkiej Brytanii, Rovanperä dwukrotnie był dziesiąty i raz dziewiąty (w Wielkiej Brytanii).
Sezon 1998 Rovanperä rozpoczął od startu w styczniowym Rajdzie Monte Carlo. W rajdzie tym dojechał na jedenastej pozycji. W lutym wystartował w Rajdzie Szwecji, jednak nie ukończył go na skutek awarii silnika. Natomiast w swoim trzecim starcie w sezonie 1998, w Rajdzie Safari, Rovanperä zdobył swoje pierwsze punkty w karierze w mistrzostwach świata. Zdobył ich dwa za zajęcie piątego miejsca w klasyfikacji generalnej rajdu. W rajdzie tym startował już nowszą wersją SEAT-a Ibizy, Evo 2. Przed marcowym Rajdem Portugalii Rovanperä zmienił pilota. Voitto Silandera zastąpił Risto Pietiläinen. Rovanperä nie ukończył jednak zarówno portugalskiego rajdu, jak i dwóch następnych: Rajdu Hiszpanii i Rajdu Argentyny. Przyczyna odpadnięcia w nich była taka sama – awaria silnika w SEACIE. Ibizą Rovanperä wystartował jeszcze w dwóch imprezach: Rajdzie Grecji (piętnaste miejsce) i Rajdzie Nowej Zelandii (trzynaste miejsce). W sierpniu 1998 zespół SEATA zaprezentował nowy model, samochód WRC, SEAT Córdoba WRC. Rovanperä zadebiutował w nowym samochodzie w Rajdzie Finlandii i zajął w nim jedenastą pozycję. Do końca sezonu Rovanperä pojechał Córdobą WRC jeszcze w trzech rajdach. W Rajdzie Sanremo uległ wypadkowi. W Rajdzie Australii był jedenasty, a w Rajdzie Wielkiej Brytanii – szósty, dzięki czemu zdobył swój trzeci punkt w mistrzostwach świata w sezonie.
W pierwszym rajdzie sezonu 1999, Rajdzie Monte Carlo Rovanperä zajął siódmą pozycję. W kolejnym rajdzie, Rajdzie Szwecji, był szesnasty. Natomiast w lutym, w Rajdzie Safari, zdobył swój pierwszy punkt w sezonie 1999 poprzez zajęcie szóstej lokaty. Następne sześć rajdów były dla Rovanpery nieudane. W marcowym Rajdzie Portugalii uległ wypadkowi i wycofał się z rajdu. W asfaltowych, Rajdzie Hiszpanii i Rajdzie Francji zajmował miejsca poza czołową dziesiątką – odpowiednio czternaste i trzynaste. Z kolei Rajdu Argentyny, Rajdu Grecji i Rajdu Nowej Zelandii nie ukończył. W sierpniu 1999 SEAT zaprezentował nową wersję SEAT-a Córdoby WRC, Evolution 2. W nowym modelu dokonano wielu poprawek, w tym zamontowano nową turbosprężarkę, a także ulepszono zawieszenie i silnik. Za kierownicą nowej Córdoby Rovanperä pojechał w Rajdzie Finlandii. Zajął w nim piąte miejsce, a szóste zajął jego partner z zespołu SEAT-a, Toni Gardemeister. Także w kolejnym rajdzie, Rajdzie Chin, Rovanperä był piąty. W październiku, w Rajdzie Sanremo zajął szesnastą pozycję, a w listopadzie, w Rajdzie Australii był szósty. W ostatnim rajdzie sezonu 1999, Rajdzie Wielkiej Brytanii, Rovanperä po raz pierwszy w karierze stanął na podium w mistrzostwach świata. Zajął trzecie miejsce i przegrał jedynie z Richardem Burnsem i Juhą Kankkunenem. W całym sezonie 1999 Fin zdobył 10 punktów i zajął dziewiątą lokatę w klasyfikacji generalnej mistrzostw świata.
W sezonie 2000 Rovanperä wziął udział tylko w czterech rajdach mistrzostw świata. W lutym 2000 jadąc SEAT-em Córdobą był dwunasty w Rajdzie Szwecji. W marcu 2000 wystartował w Rajdzie Portugalii za kierownicą prywatnej Toyoty Corolli WRC. Zajął w nim czwarte miejsce i przegrał tylko z trzema kierowcami zespołów fabrycznych: Richardem Burnsem, Marcusem Grönholmem i Carlosem Sainzem. W sierpniowym Rajdzie Finlandii Rovanperä także pojechał Toyotą Corollą WRC. W zawodach tych stanął na podium, po raz drugi w karierze. Przegrał z Grönholmem o ponad minutę i z drugim Colinem McRae o 3,4 sekundy. W 2000 roku Rovanperä pojechał jeszcze w Rajdzie Wielkiej Brytanii, w którym był dziesiąty.

### 2001-2004: Peugeot

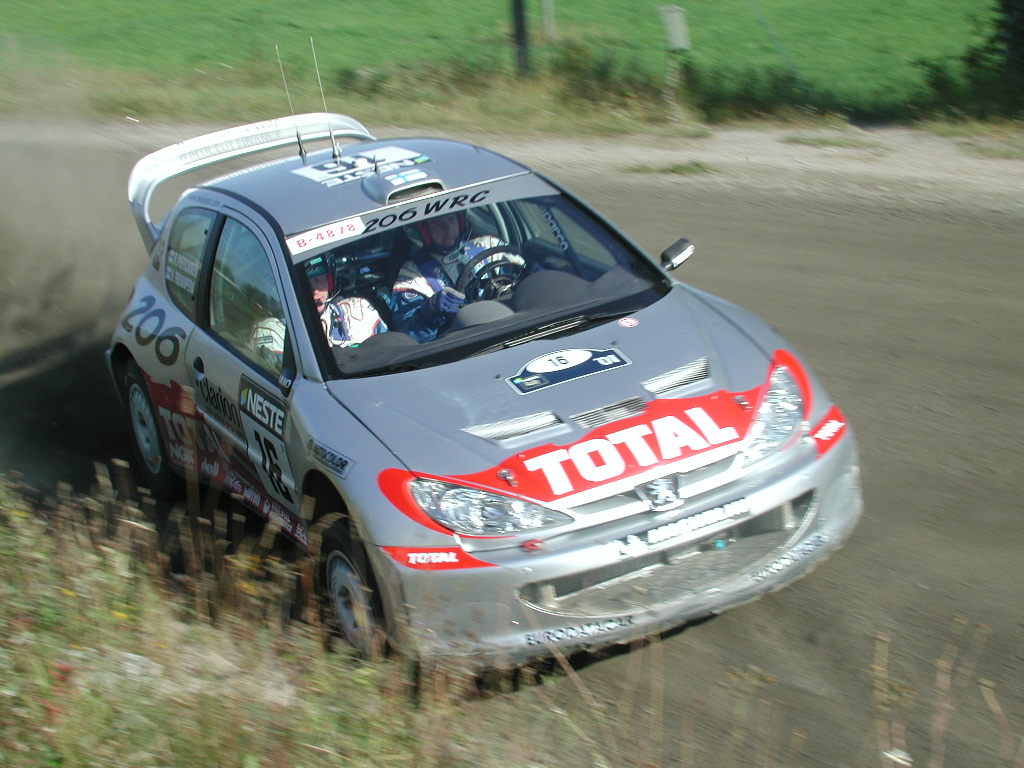
Rovanperä w Peugeocie 206 WRC na odcinku specjalnym Rajdu Finlandii 2001

W grudniu 2000 roku Rovanperä podpisał kontrakt z zespołem Peugeota. W sezonie 2001 miał być trzecim kierowcą obok Gilles'a Panizziego i startować jedynie w rajdach szutrowych, podczas gdy Francuz w asfaltowych. Partnerami Rovanpery w Peugeocie zostali rodak Marcus Grönholm i Francuz Didier Auriol. Swój debiut w Peugeocie 206 WRC Rovanperä zaliczył w lutym 2001. W Rajdzie Szwecji odniósł swoje jedyne zwycięstwo w karierze. Wygrał o 27,9 sekundy ze Szwedem Thomasem Rådströmem i 37 sekund z Hiszpanem Carlosem Sainzem. Trzech następnych rajdów Fin jednak nie ukończył. W marcowym Rajdzie Portugalii awarii uległ silnik, a z Rajdu Argentyny i Rajdu Cypru wyeliminowały go awarie zawieszenia. W czerwcu 2001 Rovanperä po raz drugi w sezonie stanął na podium. Dojechał do mety na trzecim miejscu za Colinem McRae i Petterem Solbergiem. Z kolei w lipcowym Rajdzie Safari przegrał jedynie z rodakiem Tommim Mäkinenem. W sierpniu, w Rajdzie Finlandii Rovanperä zajął czwartą pozycję, a we wrześniu był trzeci w Rajdzie Nowej Zelandii. W następnych dwóch rajdach, asfaltowych, Rajdzie Włoch i Francji, pojechał Peugeotem 206 WRC, przygotowanym przez zespół HF Grifone. W obu tych rajdach nie zdobył punktów do mistrzostw świata zajmując kolejno jedenastą i siódmą pozycję. Na początku listopada Rovanperä był czwarty w Rajdzie Australii. W ostatnim rajdzie sezonu, Rajdzie Wielkiej Brytanii, fińska dwójka kierowców Peugeota, Grönholm i Rovanperä, zajęli dwa pierwsze miejsca. Dzięki temu zespół Peugeota wywalczył mistrzostwo świata w klasyfikacji generalnej producentów. W sezonie 2001 Rovanperä zdobył 36 punktów. Zajął piąte miejsce w klasyfikacji generalnej, najwyższe w swojej karierze.
W pierwszym rajdzie sezonu 2002, asfaltowym Rajdzie Monte Carlo, Rovanperä pojechał Peugeotem wynajętym od prywatnego zespołu Bozian Racing. Wycofał się jednak na 7. odcinku specjalnym z powodu awarii układu kierowniczego. W lutym, w Rajdzie Szwecji, zajął drugie miejsce. Przegrał jedynie z partnerem z zespołu Peugeota, Marcusem Grönholmem. W kolejnych dwóch rajdach, asfaltowych Rajdzie Francji (był jedenasty) i Hiszpanii (był siódmy) Rovanperä ponownie pojechał samochodem z Bozian Racing. W kwietniu 2002 Rovanperä był czwarty w Rajdzie Cypru, a w maju 2002 nie ukończył Rajdu Argentyny na skutek awarii silnika. W czerwcu zajął czwarte miejsce w Rajdzie Grecji, a w lipcu drugie w Rajdzie Safari. Po kenijskich zawodach nowym pilotem Rovanpery został Voito Silander, gdyż Risto Pietiläinen musiał poddać się operacji tętniaka. Jadąc z nowym pilotem Rovanperä nie ukończył pierwszych dwóch rajdów. W Rajdzie Finlandii stracił koło, a w Rajdzie Niemiec uległ wypadkowi. We wrześniu 2002 po raz czwarty w sezonie pojechał Peugeotem z Bozian Racing i w asfaltowym Rajdzie Włoch był dziewiąty. W październiku 2002 kierowcy Peugeota zajęli dwa pierwsze miejsca na podium. Wygrał Grönholm, który został mistrzem świata, a Rovanperä był drugi. Na przełomie października i listopada fińska para kierowców z Peugeota znów zwyciężyła w rajdzie. Ponownie pierwszy był Grönholm, a Rovanperä zajął drugie miejsce. W ostatnim rajdzie w sezonie 2002, Rajdzie Wielkiej Brytanii, Rovanperä pojechał z powracającym po rehabilitacji, Risto Pietiläinenem i w rajdzie tym zajął siódmą lokatę. Sezon 2002 zakończył na siódmym miejscu w klasyfikacji generalnej z 30 zdobytymi punktami.
W sezonie 2003 Rovanperä zrezygnował ze startów w rajdach asfaltowych i pojechał tylko w rajdach szutrowych. Pierwszych trzech rajdów w sezonie 2003, w których pojechał, nie ukończył. Na 8. odcinku specjalnym Rajdu Szwecji uległ wypadkowi. Z kolei z Rajdu Turcji wyeliminowała go awaria tylnej osi. Natomiast na 14. odcinku specjalnym Rajdu Nowej Zelandii Rovanperä na tyle uszkodził samochód, iż musiał wycofać się z rajdu. Pierwszym ukończonym rajdem w sezonie 2003 przez Rovanperę był majowy Rajd Argentyny. Fin dojechał w nim na czwartej pozycji. W czerwcu 2003 ukończył Rajd Grecji dojeżdżając do mety na szóstej pozycji. W Rajdzie Cypru, także odbywającym się w czerwcu, Rovanperä, pomimo kłopotów ze skrzynią biegów, zajął drugie miejsce. Przegrał jedynie z Norwegiem Petterem Solbergiem. Było to jedyne podium Rovanpery w sezonie 2003. Do końca sezonu pojechał jeszcze w trzech rajdach mistrzostw świata. Rajdu Finlandii nie ukończył z powodu wypadku. W Rajdzie Australii był siódmy, a z Rajdu Wielkiej Brytanii wypadł na skutek awarii skrzyni biegów. We wrześniu 2003 Rovanperä wystąpił też we włoskim rajdzie Rally Costa Smeralda, odbywającym się w ramach mistrzostw Europy. Jadąc Peugeotem 206 WRC wygrał go. Przyjechał na metę przed Włochami, Andreą Navarrą i Gianluigim Gallim.

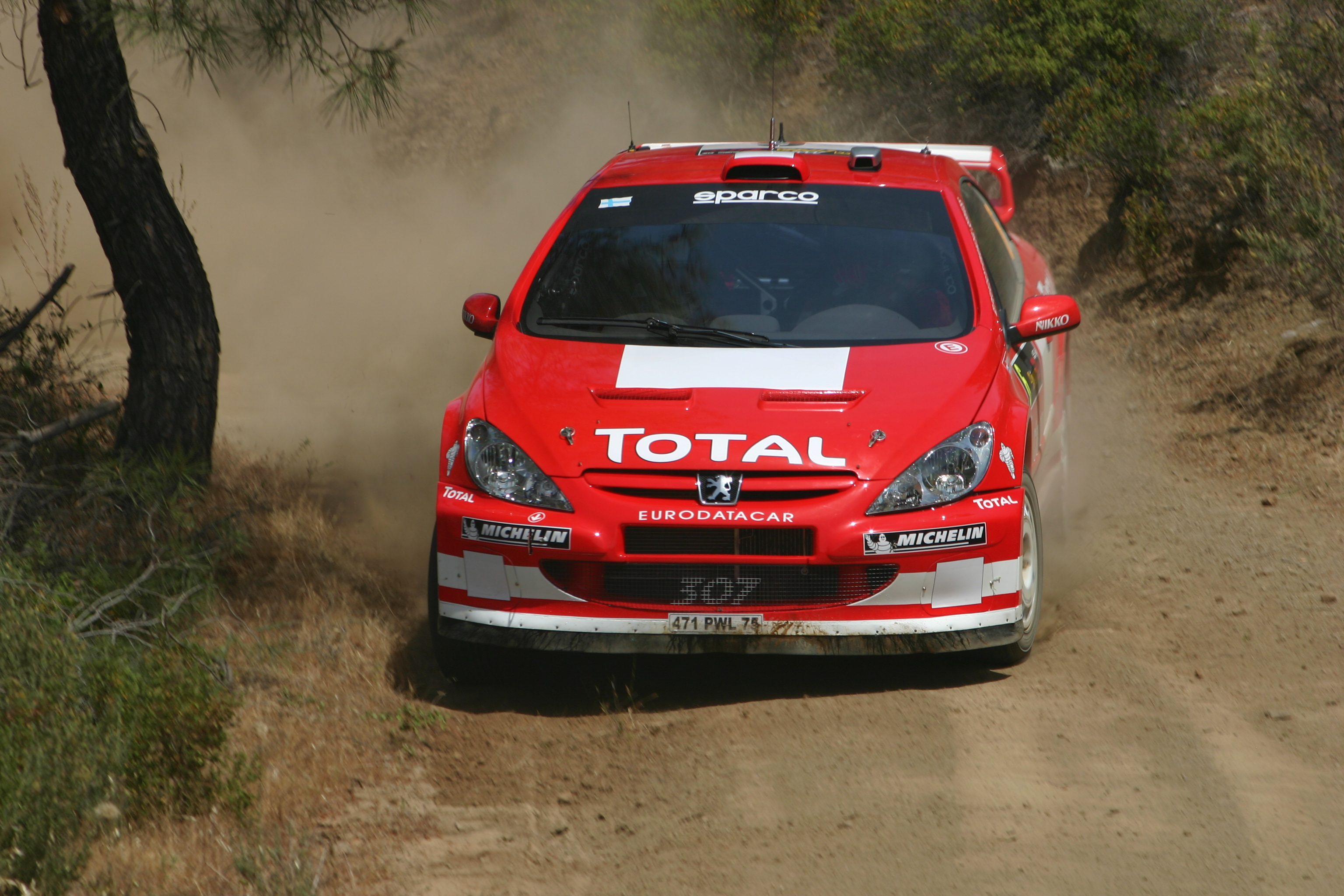
Rovanperä w Peugeocie 307 WRC na trasie shakedownu w Rajdu Cypru 2004

Przed sezonem 2004 zespół Peugeota zaprezentował nowy samochód – Peugeota 307 WRC. Swój debiut w nim Rovanperä zaliczył w marcu 2004, w Rajdzie Meksyku. Zajął w nim dziesiąte miejsce. W kwietniu zdobył pierwsze punkty w sezonie 2004, dzięki zajęciu piątego miejsca w Rajdzie Nowej Zelandii. W maju 2004 zajął piąte miejsce w Rajdzie Cypru, jednak kilka dni po rajdzie został zdyskwalifikowany za niezgodną z przepisami pompę wody. Z tego samego powodu z rajdu został również wykluczony partner Rovanpery z zespołu Peugeota i pierwotny zwycięzca wyścigu, Marcus Grönholm. W czerwcu Rovanperä po raz pierwszy w sezonie stanął na podium. W Rajdzie Grecji był trzeci i przegrał jedynie z Petterem Solbergiem i Sébastienem Loebem. Pod koniec czerwca Rovanperä nie ukończył Rajdu Turcji z powodu awarii skrzyni biegów. Następnie w Rajdzie Argentyny był piąty, a z Rajdu Finlandii wyeliminował go wypadek. W Rajdzie Japonii i Rajdzie Wielkiej Brytanii dwukrotnie z rzędu zajął szóstą pozycję. Z kolei z Rajdu Sardynii musiał wycofać się na skutek awarii układu elektrycznego. W ostatnim rajdzie mistrzostw świata w sezonie 2004, Rajdzie Australii, Rovanperä był drugi. Stracił minutę i 55 sekund do zwycięzcy, Sébastiena Loeba. W sezonie 2004 Rovanperä zajął ósme miejsce w klasyfikacji generalnej. Zdobył 28 punktów.

### 2005: Mitsubishi

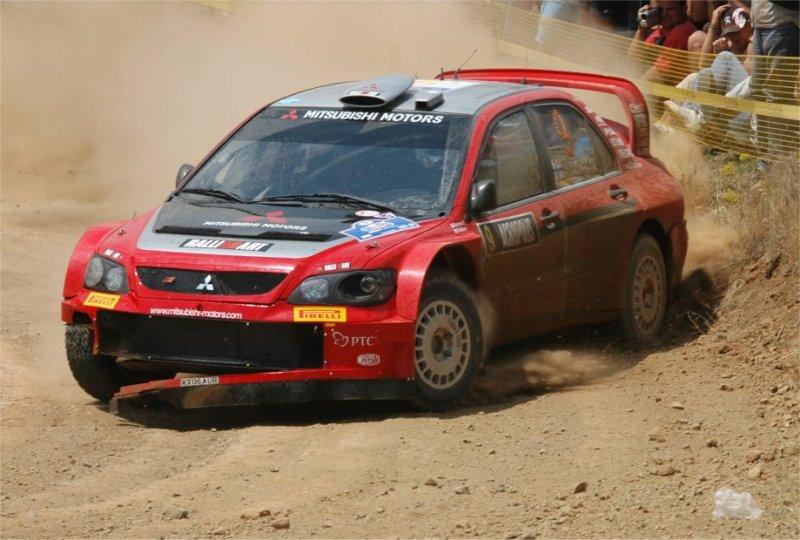
Rovanperä jadący Mitsubishi Lancerem WRC w Rajdzie Grecji 2005

W grudniu 2004 roku Rovanperä podpisał kontrakt z zespołem Mitsubishi na starty Mitsubishi Lancerem WRC w sezonie 2005. Stał się kierowcą pierwszego samochodu Mitsubishi, podczas gdy w drugim w przeciągu całego sezonu mieli zasiadać Francuz Gilles Panizzi i Włoch Gianluigi Galli. W zespole Mitsubishi Rovanperä zadebiutował w styczniu 2005 podczas Rajdu Monte Carlo. Zajął w nim siódme miejsce, podczas gdy jego partner z zespołu, Panizzi – trzecie. W Rajdzie Szwecji ponownie zdobył punkty do klasyfikacji mistrzostw świata. Dojechał do mety na czwartym miejscu, a do trzeciego Toniego Gardemeistera stracił niespełna 12 sekund. Z kolei w marcu, w Rajdzie Meksyku Rovanperä był piąty ze stratą 14,5 sekundy do podium (trzecie miejsce zajął Estończyk Markko Märtin). W dwóch kolejnych rajdach Rovanperä nie dojechał do mety z powodów technicznych. W Rajdzie Nowej Zelandii powodem była awaria opon, a w Rajdzie Włoch – awaria skrzyni biegów. W majowym Rajdzie Cypru oraz czerwcowym Rajdzie Turcji Rovanperä ponownie miewał problemy techniczne z samochodem i ukończył obie imprezy dzięki systemowi SupeRally, odpowiednio na siódmej i dziesiątej pozycji. W następnych trzech rajdach, Grecji, Argentyny i Finlandii, Rovanperä zdobywał punkty, dzięki szóstej, piątej i siódmej pozycji. Natomiast w sierpniu 2005, w Rajdzie Niemiec był dziesiąty. We wrześniu ukończył Rajd Wielkiej Brytanii na czwartym miejscu i do trzeciego Sébastiena Loeba stracił 11,5 sekundy. W Rajdzie Japonii zdobył cztery punkty do klasyfikacji mistrzostw świata za zajęcie piątego miejsca. Natomiast Rajd Korsyki i Rajd Katalonii kończył na dziesiątej pozycji. W listopadowym, ostatnim rajdzie sezonu 2005, Rajdzie Australii Rovanperä stanął na podium. Zajął drugie miejsce i o 52,9 sekundy przegrał z Belgiem François Duvalem. W mistrzostwach świata Rovanperä zdobył 39 punktów i zajął siódmą pozycję w klasyfikacji. W grudniu 2005 roku zespół Mitsubishi wycofał się ze startów w rajdach w sezonie 2006, a Rovanperä nie podpisał kontraktu z żadnym z pozostałych fabrycznych zespołów.

### 2006: Red Bull Škoda Team

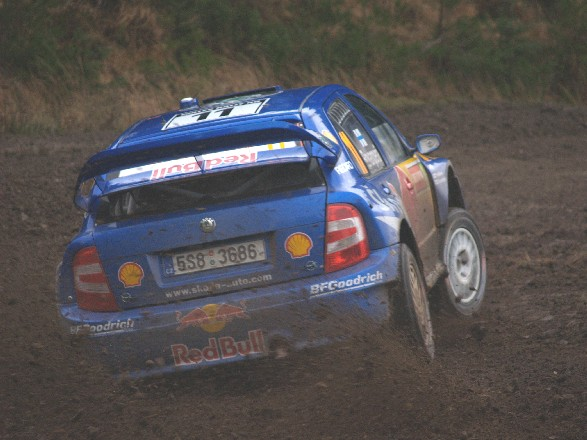
Rovanperä w Škodzie Fabii WRC podczas Rajdu Wielkiej Brytanii 2006

W marcu 2006 roku Rovanperä został członkiem zespołu Red Bull Škoda Team. Podpisał kontrakt na siedem startów w sezonie 2006, jednak ostatecznie wystąpił w sześciu rajdach wycofując swój udział w Rajdzie Niemiec. W zespole Red Bulla Rovanperä zastąpił Gilles'a Panizziego, który po zajęciu dziesiątego miejsca w Rajdzie Hiszpanii zrezygnował z występów Škodą Fabią WRC uzasadniając swoją decyzję tym, że samochód nie jest konkurencyjny wobec rywali. Debiut Rovanpery w zespole Red Bulla przypadł na odbywający się w kwietniu Rajd Korsyki. W korsykańskim rajdzie Fin dojechał na dziewiątej pozycji i nie zdobył punktów do klasyfikacji mistrzostw świata. Rajd Sardynii Rovanperä ukończył dzięki SupeRally na dwudziestej pozycji, a w Rajdzie Grecji był dwunasty. Wrześniowego Rajdu Cypru Fin nie ukończył wskutek awarii układu elektrycznego. W październiku pojechał w Rajdzie Turcji i był w nim jedenasty. Z kolei w swoim ostatnim, szóstym starcie w sezonie 2006, Rajdzie Wielkiej Brytanii Rovanperä zajął dziewiątą pozycję. Po zakończeniu sezonu Rovanperä odszedł z zespołu Red Bulla. Nie podpisał jednak kontraktu z żadnym zespołem, pomimo wyrażenia chęci startów w kolejnych rajdach mistrzostw świata.
W lipcu 2009 pojechał Mitsubishi Lancerem Evo IX w Rally of Nations w Meksyku. Nie ukończył jednak tego rajdu.

## Życie prywatne
Rovanperä jest żonaty z Tiiną. Ma z nią syna Kalle. Gdy Kalle miał 8 lat, Rovanperä nauczył go jeździć samochodem rajdowym. Rodzina Rovanperä mieszka w mieście Jyväskylä.
Rajdowymi idolami Harriego Rovanpery są rodacy Hannu Mikkola i Ari Vatanen.

## Zwycięstwa w Mistrzostwach Świata
| Nr | Rajd         | Sezon | Pilot             | Samochód        |
| -- | ------------ | ----- | ----------------- | --------------- |
| 1  | Rajd Szwecji | 2001  | Risto Pietiläinen | Peugeot 206 WRC |

## Starty w rajdach WRC
| Sezon | Zespół                        | Samochód                            | 1       | 2          | 3          | 4         | 5         | 6         | 7             | 8             | 9         | 10              | 11      | 12        | 13              | 14        | 15            | 16 | Punkty | Miejsce |
| ----- | ----------------------------- | ----------------------------------- | ------- | ---------- | ---------- | --------- | --------- | --------- | ------------- | ------------- | --------- | --------------- | ------- | --------- | --------------- | --------- | ------------- | -- | ------ | ------- |
| 1993  | Harri Rovanperä               | Opel Manta 2.0 E                    | Monako  | Szwecja    | Portugalia | Kenia     | Francja   | Grecja    | Argentyna     | Nowa Zelandia | NU        | Australia       | Włochy  | Hiszpania | Wielka Brytania |           |               |    | 0      | -       |
| 1994  | Harri Rovanperä               | Mitsubishi Galant VR-4              | Monako  | Portugalia | Kenia      | Francja   | Grecja    | Argentyna | Nowa Zelandia | 12            | Włochy    | Wielka Brytania |         |           |                 |           |               |    | 0      | -       |
| 1996  | Promoracing ESTB              | Ford Escort RS Cosworth             | Szwecja | Kenia      | Indonezja  | Grecja    | Argentyna | NU        | Australia     | Włochy        | Hiszpania |                 |         |           |                 |           |               |    | 0      | -       |
| 1997  | SEAT Sport                    | SEAT Ibiza GTI 16V                  | 14      | Szwecja    | Kenia      | NU        | NU        | Francja   | 8             | Grecja        | NU        | 10              | 7       | 10        | 10              | 9         |               |    | 0      | -       |
| 1998  | SEAT Sport                    | SEAT Ibiza GTI 16V SEAT Córdoba WRC | 11      | NU         | 5          | NU        | NU        | Francja   | NU            | 15            | 13        | 11              | NU      | 11        | 6               |           |               |    | 3      | 15.     |
| 1999  | SEAT Sport                    | SEAT Córdoba WRC                    | 7       | 16         | 6          | NU        | 14        | 13        | NU            | NU            | NU        | 5               | 5       | 16        | 6               | 3         |               |    | 10     | 9.      |
| 2000  | SEAT Sport Harri Rovanperä    | SEAT Córdoba WRC Toyota Corolla WRC | Monako  | 12         | Kenia      | 4         | Hiszpania | Argentyna | Grecja        | Nowa Zelandia | 3         | Cypr            | Francja | Włochy    | Australia       | 10        |               |    | 7      | 9.      |
| 2001  | Peugeot Total HF Grifone      | Peugeot 206 WRC                     | Monako  | 1          | NU         | Hiszpania | NU        | NU        | 3             | 2             | 4         | 3               | 11      | 7         | 4               | 2         |               |    | 36     | 5.      |
| 2002  | Peugeot Total Bozian Racing   | Peugeot 206 WRC                     | NU      | 2          | 11         | 7         | 4         | NU        | 4             | 2             | NU        | NU              | 9       | 2         | 2               | 7         |               |    | 30     | 7.      |
| 2003  | Marlboro Peugeot Total        | Peugeot 206 WRC                     | Monako  | NU         | NU         | NU        | 4         | 6         | 2             | Niemcy        | NU        | 7               | Włochy  | Francja   | Hiszpania       | NU        |               |    | 18     | 11.     |
| 2004  | Marlboro Peugeot Total        | Peugeot 307 WRC                     | Monako  | Szwecja    | 10         | 5         | DK        | 3         | NU            | 5             | NU        | Niemcy          | 6       | 6         | NU              | Francja   | Hiszpania     | 2  | 28     | 8.      |
| 2005  | Mitsubishi Motors Motorsports | Mitsubishi Lancer WRC               | 7       | 4          | 5          | NU        | NU        | 7         | 10            | 6             | 5         | 7               | 10      | 4         | 5               | 10        | 10            | 2  | 39     | 7.      |
| 2006  | Red Bull Škoda Team           | Škoda Fabia WRC                     | Monako  | Szwecja    | Meksyk     | Hiszpania | 12        | Argentyna | 20            | 12            | Niemcy    | Finlandia       | Japonia | NU        | 11              | Australia | Nowa Zelandia | 9  | 0      | -       |